# Overgrowth
 (avril 2013).
Overgrowth est un jeu vidéo de Wolfire Games. Le jeu a été annoncé le 17 septembre 2008, et sorti le 16 octobre 2017, pour les trois principaux systèmes : Mac OS X, Windows et Linux .
Overgrowth est un jeu à la troisième personne, se déroulant dans un univers médiéval peuplé de créatures anthropomorphiques telles que des lapins, des loups, des chiens, des chats ou encore des rats. Le game design est assuré par David Rosen, connu au sein de la communauté Mac pour avoir gagné le uDevGames sur trois années consécutives,.

## Particularités
Overgrowth est basé sur un nouveau moteur de jeu appelé "Phoenix". Le moteur inclut un certain nombre de fonctions avancées et tout particulièrement une animation basée sur la physique.

## Système de jeu
Le gameplay d'Overgrowth ressemble à celui de son prédécesseur Lugaru.[citation nécessaire] Ainsi, le système de combat et basé sur un système d'attaques et de contre-attaques contextuelles avec une grande mobilité et une utilisation de l'environnement.[citation nécessaire]
Dans Lugaru, chaque attaque dépend de la position et du déplacement du joueur.[citation nécessaire]
Et il n'y a pas d'attaques imparables. [citation nécessaire] Les contre-attaques elles-mêmes peuvent être contrées.[citation nécessaire]
L'utilisation de l'environnement a été évoquée sur le blog officiel, [citation nécessaire] comme, la possibilité d'arracher une branche d'arbre pour s'en servir comme bâton ou de traverser une rivière pour tromper l'odorat d'une meute de loup.

## Monde et histoire
Overgrowth commence là où Lugaru se termine, avec un monde en proie à une anarchie de facto.[citation nécessaire] Après avoir tué le roi corrompu, Turner, le personnage principal, a refusé de prendre sa place, choisissant à la place de laisser la monarchie sans dirigeant et voyageant à travers l'île à la recherche d'un nouveau but.
Le monde d'Overgrowth semble construit sur ces faits, puisque les artworks montrent un monde chaotique avec de grandes structures recouvertes par la végétation et habité par de féroces guerriers lapins, loups, rats et chiens essayant de survivre à l'aide d'armes et d'armures primitives.
Une interview avec Wolfire Games par le site britannique zConnection a révélé plus de détails concernant le scénario du jeu.
« Quel est le scénario de la suite de Lugaru, Overgrowth ?
Eh bien, je ne suis pas censé trop vous en révéler. David travaille toujours sur les derniers détails. Nous sommes presque sûrs que nous voulons Turner, le héros de Lugaru, comme protagoniste d'Overgrowth. Overgrowth se passera dans le même monde, quelques années après la fin de Lugaru Nous pensons que ceux qui ont fini Lugaru auront une meilleure compréhension de l'atmosphère d'Overgrowth mais nous voulons clairement faire d'Overgrowth un jeu distinct. Il y a maintenant de nouvelles espèces dans le monde. Pour l'instant, nous avons annoncé les chats et les rats et nous avons travaillé sur les particularités culturelles et physiques de chaque espèce. Je ne suis pas censé révéler le scénario pour l'instant mais je peux dire le joueur sera amené à explorer tous les aspects intéressants de l'univers d'
Overgrowth. »
Il a été révélé que le titre "Overgrowth" a au moins quatre sens en rapport avec le scénario du jeu.[citation nécessaire]

## Réception
De nombreux extraits de presse ont relayé l'annonce du jeu à travers le monde, tout particulièrement au sein de la communauté Mac, où le prédécesseur d'Overgrowth, Lugaru, a été un succès.